# Mučednický komplex
Člověk s mučednickým komplexem touží po pocitu být mučedníkem a usiluje o utrpení či perzekuci, neboť to naplňuje jeho psychologickou potřebu.
V některých případech taková představa pramení z přesvědčení o předurčení k perzekuci, ať už kvůli výjimečným schopnostem, či integritě. Existují případy mučednických komplexů zahrnující svévolné utrpení ve jménu lásky nebo povinnosti. To bylo pozorováno například u žen žijících především v chudých rodinách a v kodependentních či násilnických vztazích.
Někdy je touha po mučednictví považována za druh masochismu. Dr. Allen Berger například mučednický komplex popsal jako jeden z řady vzorců chování usilující o bolest či utrpení, mezi něž řadí třeba askezi či pokání.